# Kutleš
Kutleš (Servisch cyrillisch Кутлеш) is een plaats in de Servische gemeente Leskovac. De plaats telt 651 inwoners (2002).